# Centro (Madryt)
Centro – jest jednym z 21 dystryktów wchodzących w skład Madrytu. Dzielnica ta jest  najstarszą częścią miasta. Zamieszkiwana jest przez 149 718 mieszkańców (2007), z czego 42 868 to imigranci, co stanowi 28,63% ogółu.

## Podział administracyjny
Centro dzieli się administracyjnie na 6 dzielnic:
- Palacio
- Embajadores
- Cortes
- Cortes
- Universidad
- Sol